# آندره‌آ پانیتزا
آندره‌آ پانیتزا (ایتالیایی: Andrea Panizza؛ زادهٔ ۱۴ ژوئیهٔ ۱۹۹۸) قایقران روئینگ اهل ایتالیا است.
وی در مسابقات کشوری و بین‌المللی در مجموع برندهٔ ۵ مدال طلا، ۳ مدال نقره، ۴ مدال برنز شده است.